# Regularno praštevilo
Regulárna práštevíla so v matematiki določena vrsta praštevil. Regularno število p je število, ki ne deli razrednega števila ciklotomskega obsega, to je obsega algebrskih števil, ki se ga dobi, če se racionalnim številom doda p-ti koren enote. Nemški matematik Ernst Eduard Kummer je prvi uvedel in opisal regularna števila. Enakovredna in dostopnejša Kummerjeva definicija regularnih števil pravi, da je p regularno število, če ne deli števcev Bernoullijevih števil Bk za k ∈ {2, 4, 6, ..., p − 3}. Zaporedje Bernoullijevih števil je precej nepravilno. B1 = -1/2, za druge lihe k je Bk = 0. 
Prva regularna praštevila so (OEIS A007703):
3, 5, 7, 11, 13, 17, 19, 23, 29, 31, 41, 43, 47, 53, 61, ...
Domneva se, da obstaja neskončno mnogo regularnih praštevil. Pričakuje se, da bo razmerje med praštevili in regularnimi praštevili v asimptotskem smislu naravne gostote enako približno:
{\displaystyle e^{-1/2}\approx 0,60653\!\,.}
Tu je e osnova naravnih logaritmov. Samuel Wagstaff je leta 1976 z računalnikom preveril regularnost vseh praštevil, manjših od 125.000. Njegov rezultat se je ujemal z zgornjo oceno.
Kummer je leta 1847 raziskoval regularna praštevila zaradi reševanja Fermatovega velikega izreka. Uspelo mu je dokazati, da izrek velja za vse eksponente, ki so liha regularna praštevila in za vse njihove mnogokratnike. To je bil edini dokaz pred nedavnim dokončnim Wilesovim za tako širok razred eksponentov.
Liho praštevilo, ki ni regularno, je iregularno praštevilo. Indeks iregularnosti pove koliko števcev Bernoullijevih števil deli p. Že Kummer je ugotovil, da so le tri praštevila manjša od 100 iregularna, 37, 59 in 67. Indeks iregularnosti regularnih praštevil je enak 0.
Prva iregularna praštevila so (OEIS A000928):
37, 59, 67, 101, 103, 131, 149, 157, 233, 257, 263, 271, 283, 293, 307, ...
Nekatera izmed njih so praštevilski dvojčki: {101, 103}, {461, 463}, {617, 619}, {809, 811}, ...
Leta 1915 je Jensen dokazal, da je iregularnih praštevil neskončno mnogo. Na videz večja množica regularnih praštevil je morda končna, navidezno manjša množica iregularnih števil pa je prav gotovo neskončna. Jensen je pravzaprav dokazal še močnejši rezultat, da obstaja neskončno mnogo iregularnih števil, ki so kongruentna 5 (mod 6).